# Helen La Lime

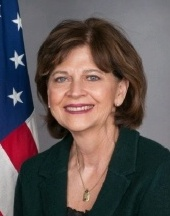
Helen Meagher La Lime

Helen Ruth Meagher La Lime (geb. 1951) ist eine US-amerikanische Diplomatin. Sie ist seit 2019 UN-Sonderbeauftragte für Haiti.

## Herkunft und Ausbildung
Helen R. Meagher wurde 1951 als eine von drei Töchtern geboren. Einen Teil ihrer Kindheit lebte sie in Angola, wo ihr Vater für Texaco beruflich tätig war.
Sie erwarb 1973 einen B.Sc. an der Georgetown University in Washington, D.C. 1996 beendete sie ein Masterstudium an der National Defense University in Washington, D.C.

## Karriere
In den 1970er Jahren lebte Helen La Lime als Dozentin für Englisch in Frankreich, Portugal und den Niederlanden. 1980 trat sie in den Dienst des U.S. State Departments ein. Sie war an den Vertretungen in Deutschland, Polen und der Schweiz tätig und übernahm verschiedene Leitungsaufgaben in den USA, Europa und Afrika.
Von 1993 bis 1995 arbeitete sie im Bureau of International Organization Affairs, der Verbindungsorganisation der US-Administration zu den Vereinten Nationen und vielen anderen internationalen Organisationen.
La Lime arbeitete von 1996 bis 1999 an der Botschaft im Tschad, danach war sie zunächst Vizedirektorin, dann Direktorin im Office of Central African Affairs. Nach einem zweijährigen Einsatz in Marokko wurde sie von US-Präsident George W. Bush zur Botschafterin in Mosambik ernannt, wo sie von April 2003 bis Dezember 2006 tätig war. Bis 2011 übernahm sie Aufgaben in Südafrika.
Kurze Zeit war sie nach Deutschland zum United States Africa Command in Stuttgart-Möhringen abgeordnet. Am 10. September 2013 wurde sie von Präsident Barack Obama zur Botschafterin in Angola ernannt. Im Mai 2014 wurde ihre Nominierung im US-amerikanischen Senat bestätigt.
Am 14. Oktober 2019 wurde sie zur UN-Sonderbeauftragten und Leiterin des United Nations Integrated Office in Haiti (BINUH) ernannt. 2023 wurde sie durch die Ecuadorianerin María Isabel Salvador abgelöst.

## Andere Aufgaben
Zeitweise war Helen La Lime als Senior Advisor bei der Albright Stonebridge Group tätig.

## Privatleben
Helen La Lime ist verheiratet mit Robert La Lime, sie hat zwei Kinder. Sie spricht neben englisch auch französisch, deutsch, portugiesisch, polnisch und spanisch.